# Suka Karya (Kota Baru)
Suka Karya is een bestuurslaag in het regentschap Jambi van de provincie Jambi, Indonesië. Suka Karya telt 7939 inwoners (volkstelling 2010).